# Queen: The Studio Experience

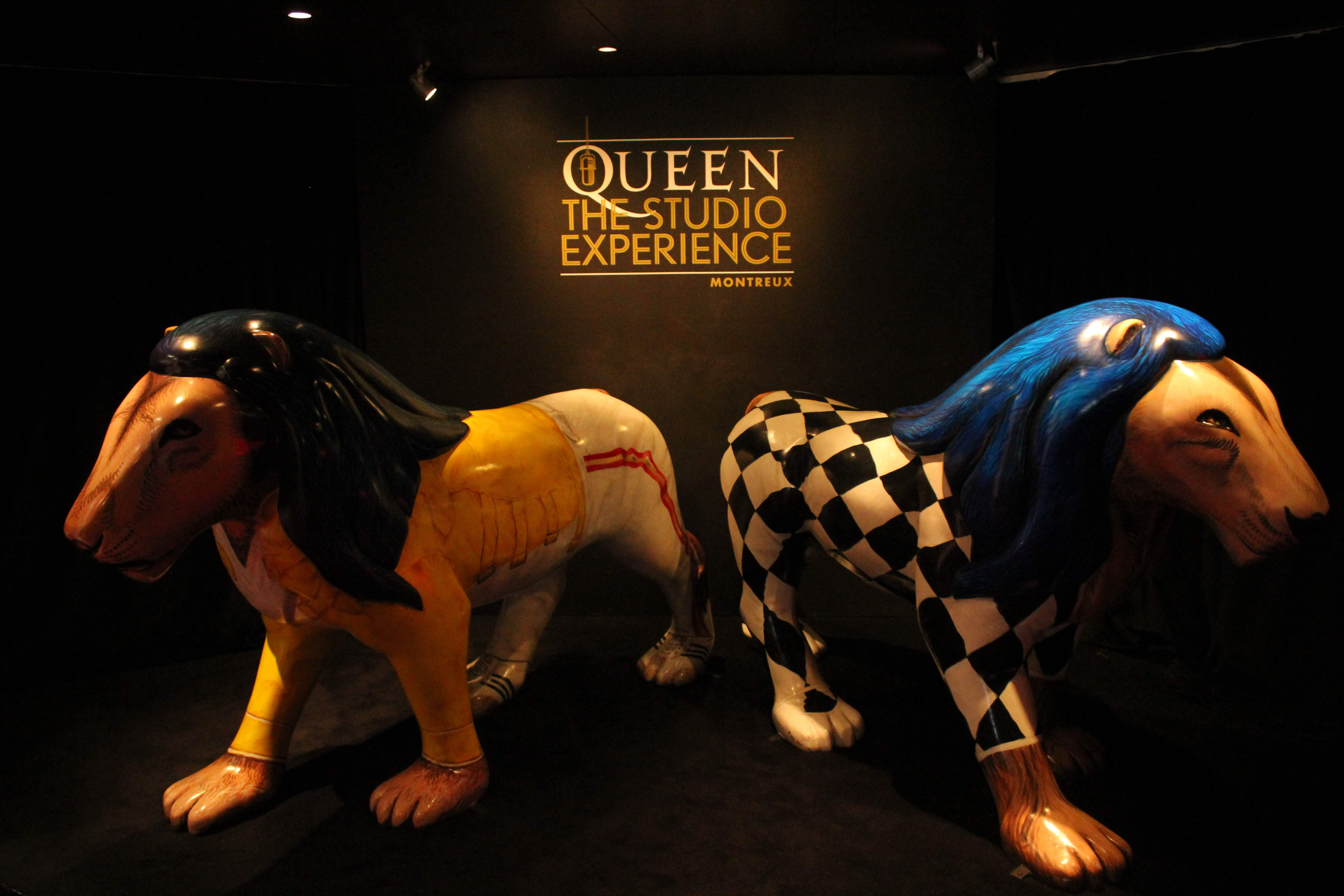
Ingang van het museum

Queen: The Studio Experience is een museum in Montreux, Zwitserland, dat gewijd is aan de Britse rockgroep Queen. Het is gevestigd in de voormalige Mountain Studios en bevindt zich net als toen in het casino aldaar. Queen maakte hier van 1978 tot 1995 opnames. Het museum werd op 2 december 2013 geopend door bandlid Brian May.

## Collectie
In het museum staan vitrines met memorabilia die van de band zijn geweest. Te zien zijn bijvoorbeeld handgeschreven songteksten (onder meer een conceptversie van One vision), kostuums die tijdens optredens zijn gedragen, studioapparatuur, promotiemateriaal, singles, enz. Verder toont het verschillende muziekinstrumenten, zoals de basgitaar van John Deacon, het drumstel van Roger Taylor en een replica van de synthesizer van Brian May. Achter een glasplaat worden de allerlaatste regels getoond die Freddie Mercury schreef, toen hij zich in 1991 doodziek in Montreux bevond. In de presentatie in het museum wordt telkens de verbinding gelegd tussen de geschiedenis van de groep en hun band met Montreux.

## Geschiedenis
Queen kwam hier in 1978 voor het eerst om hun album Jazz op te nemen. Er bevond zich onder meer een 24-sporenrecorder van Zwitserse makelij en de studio stond op dat moment bekend als een van de best uitgeruste opnamestudio's van Europa. Een jaar later kocht de band de studio en verhuurde het ook aan andere bands zoals Led Zeppelin en Yes. Zelf namen ze zeven eigen albums op, met nummers als Bicycle race (1978), Under pressure (1981) en The show must go on (1990). Tot het schrijven van het eerste werd hij geïnspireerd toen de Tour de France het stadje in 1978 passeerde.
De studio bevond zich in het casino. Hier zette het Mercury Phoenix Trust het Queen: The Studio Experience op. Het is een klein museum zonder entree. Op 2 december 2013 werd het geopend door Brian May.

## Galerij

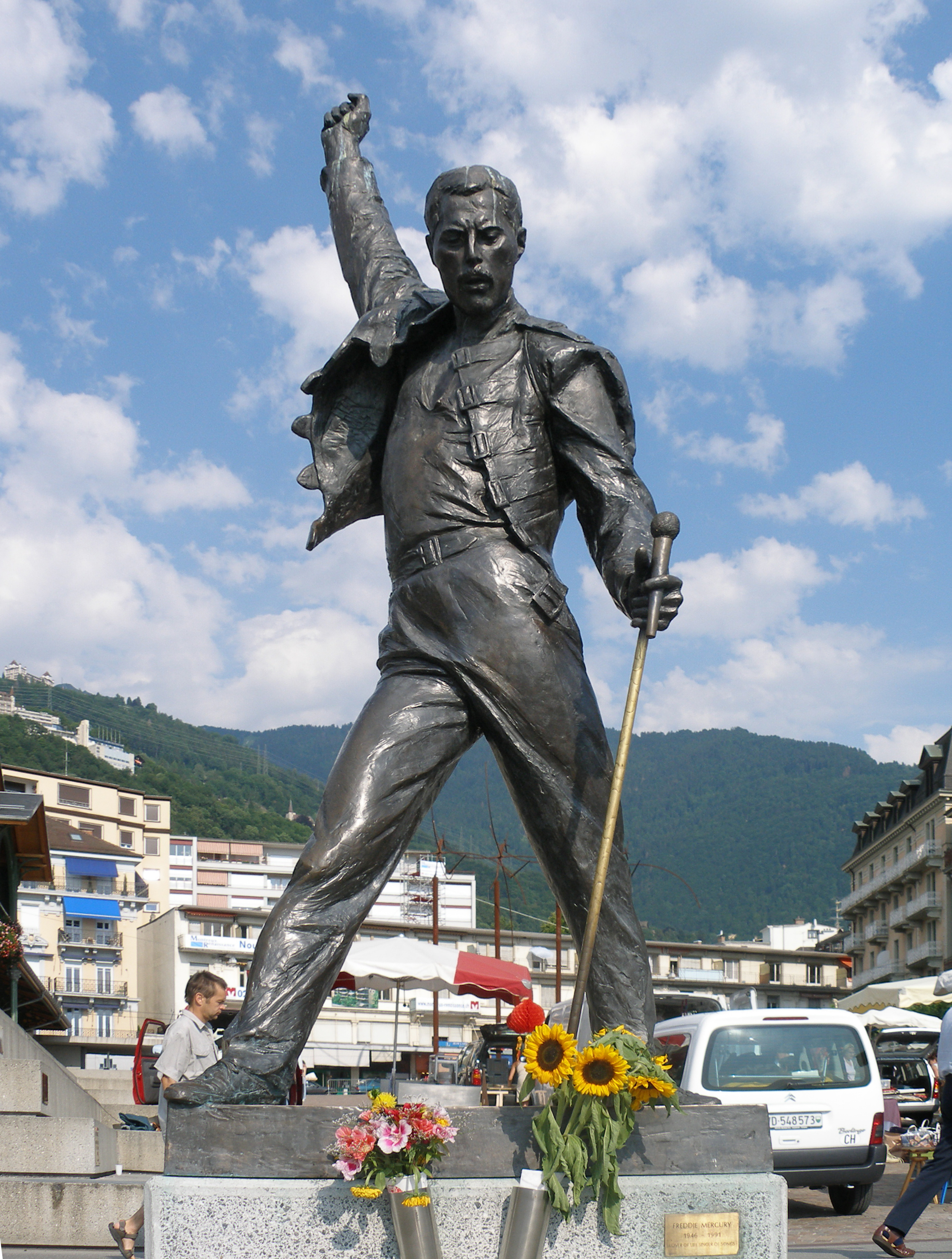
Beeld van Freddie Mercury aan de place du Marché
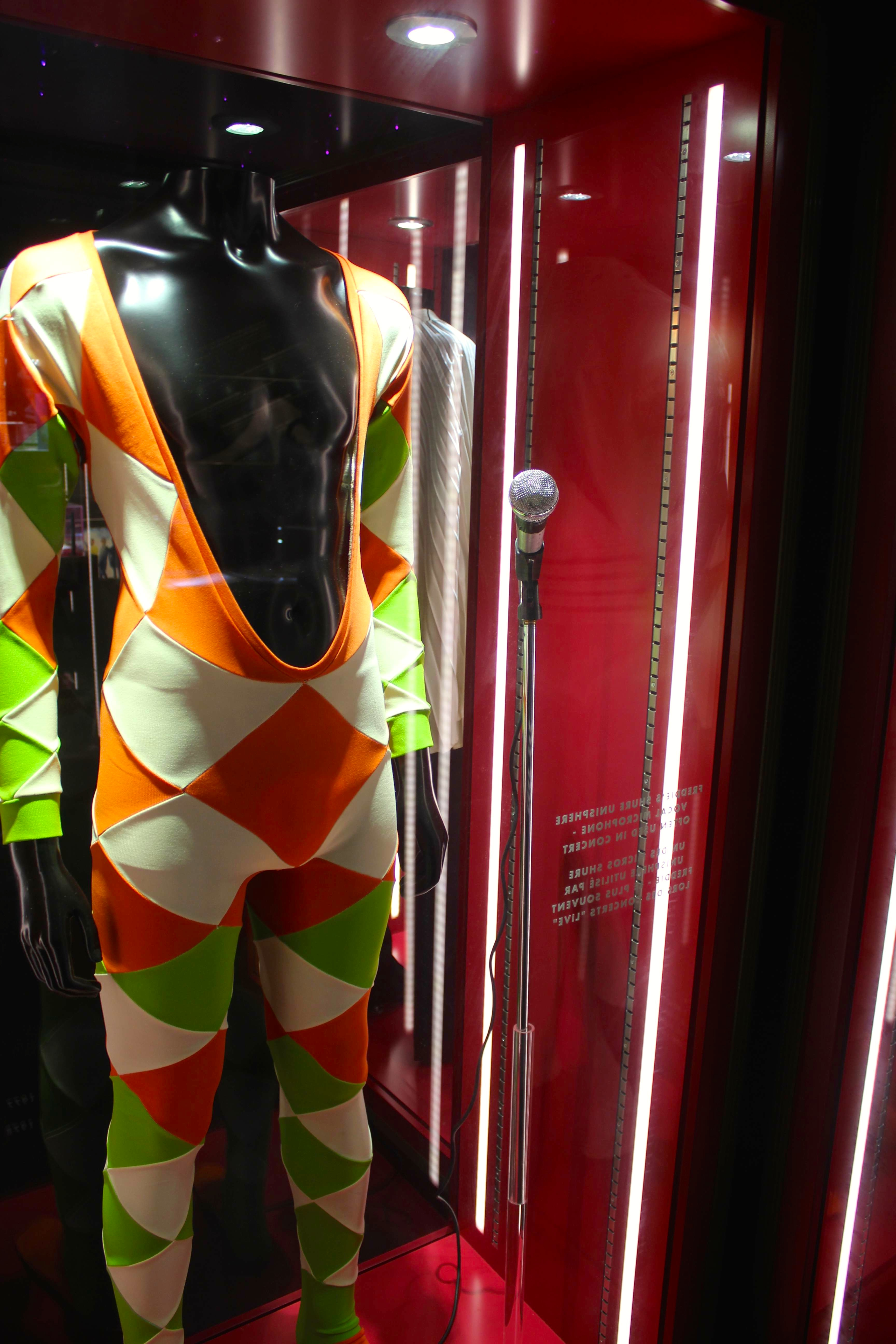
Queen-outfit in het museum
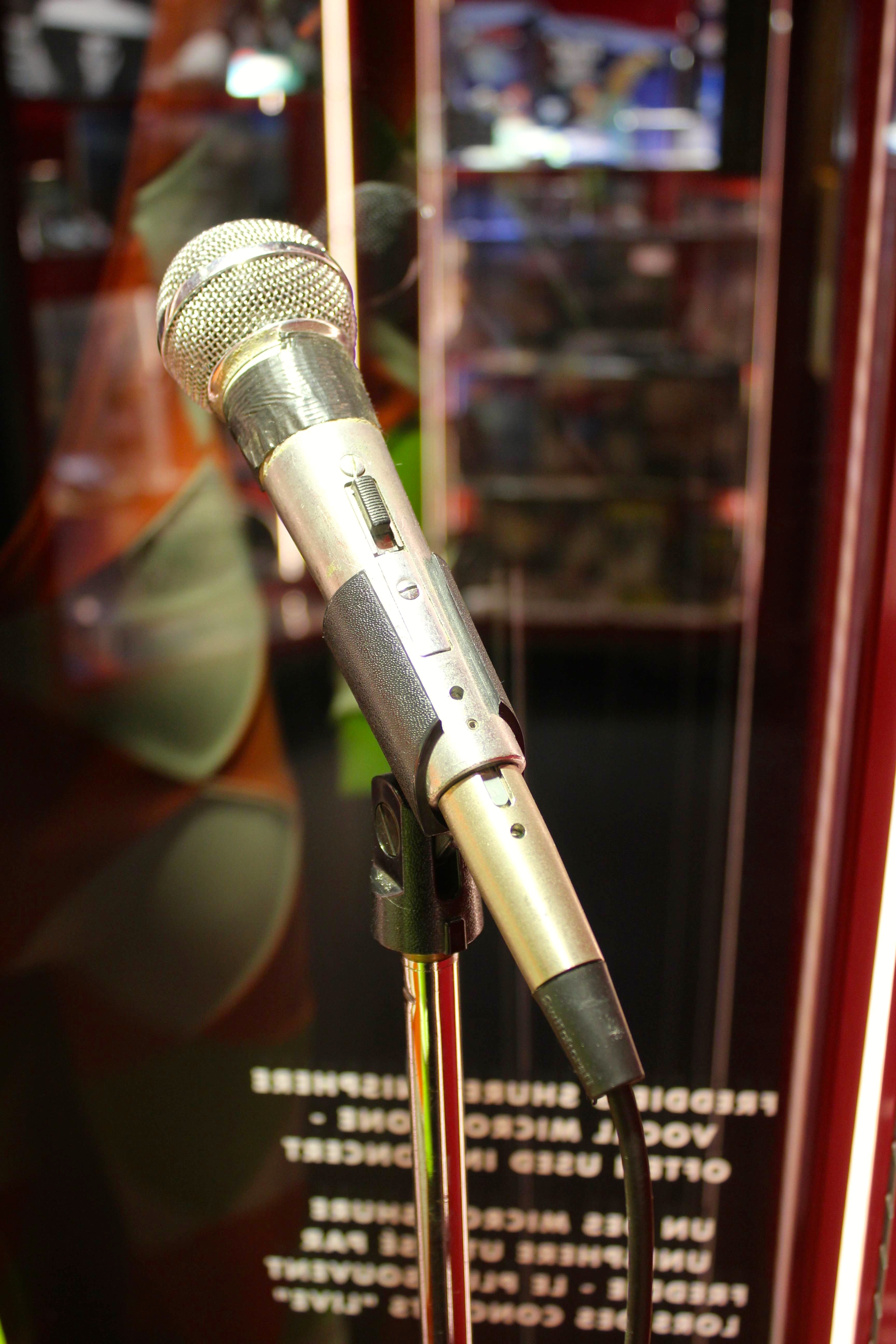
De microfoon voor het casino die jarenlang de enige herinnering was